# Матабуена (Сеговія)
Матабуена (ісп. Matabuena) — муніципалітет в Іспанії, у складі автономної спільноти Кастилія-і-Леон, у провінції Сеговія. Населення — 254 особи (2010).
Муніципалітет розташований на відстані близько 75 км на північ від Мадрида, 35 км на північний схід від Сеговії.
На території муніципалітету розташовані такі населені пункти: (дані про населення за 2010 рік)
- Каньїкоса: 39 осіб
- Матабуена: 195 осіб
- Матамала: 20 осіб

## Демографія
Динаміка населення (INE ):